# Angitia flavidorsum
Angitia flavidorsum är en fjärilsart som beskrevs av George Francis Hampson 1914. Angitia flavidorsum ingår i släktet Angitia och familjen nattflyn. Inga underarter finns listade i Catalogue of Life.